# Tarasi
Tarasi (ukrajinsko Тараси, latinizirano: Tarasy) je zapuščeno naselje in nekdanja vas v Černobilskem izključitvenem območju, del Kijevske oblasti v Ukrajini. Nahajalo se je na območju okrožja Poliske.
Tarasi je bila ustanovljena v 18. stoletju. Po černobilski jedrski nesreči 26. aprila 1986 je bila vas zapuščena. Vendar je bila leta 1999 izbrisana iz izključitvenega območja, saj je bila popolnoma brez prebivalstva, sedaj pa se nahaja v pred območju izključitvenega območja. Trenutno v vasi ne živi nihče.